# الخياط المعتزلي
أبو الحسين عبد الرحيم بن محمَّد بن عثمان الخياط، شيخ المعتزلة البغداديِّين وهو من نظراء الجُبَّائي، صنَّف كتاب «الاستدلال»، ونقض كتاب ابن الراوندي في فضائح المعتزلة وغيرها، توفي في القرن الرابع الهجري.

## من مؤلفاته
- كتاب «المسائل العسكريات».
- كتاب «النقض على ارسطاطاليس في الكون والفساد».
- كتاب «الطبائع والنقض على القائلين بها».
- كتاب «الاستدلال».
- كتاب «الإنتصار والرد على ابن الراوندي الملحد»
- كتاب «نقض نعت الحكمة»
- كتاب «الرد على من قال بالأسباب».
- كتاب «الاجتهاد».[1]